# Laehuwa
Laehuwa is een bestuurslaag in het regentschap Nias Utara van de provincie Noord-Sumatra, Indonesië. Laehuwa telt 1217 inwoners (volkstelling 2010).